# Сборная Индии по теннису в Кубке Дэвиса
Сборная Индии в Кубке Дэвиса — мужская теннисная команда, представляющая Индию в Кубке Дэвиса, главном международном командном соревновании мужского теннисного сезона. Трёхкратный финалист Кубка Дэвиса (1966, 1974, 1987).

## История команды
Сборная Индии участвует в розыгрышах Кубка Дэвиса с 1921 года, когда она ещё была британской колонией. Индийская сборная провела в Кубке Дэвиса 83 сезона, из них 14 в Мировой группе с момента её формирования в 1972 году.
За свою историю сборная Индии трижды получала право на выступление в финальном матче Кубка Дэвиса. Индийская команда является одной из всего лишь двух сборных (вместе с Румынией), больше одного раза побывавших в финале Кубка Дэвиса, но так и не завоевавших этот трофей.
В первый раз, в 1966 году, индийцы после побед в межзональных матчах над ФРГ и Бразилией проиграли в Раунде вызова действующим чемпионам, австралийцам, со счётом 1:4.
Во второй раз, в 1974 году, именно австралийцы стали для индийцев одной из преград на пути к финалу и были побеждены со счётом 3:2, а в межзональном полуфинале Индия со счётом 3:1 переиграла команду СССР, ведомую Александром Метревели. В финале индийцы должны были играть со сборной ЮАР, но поскольку в Южной Африке существовал в это время режим апартеида, индийское правительство решило бойкотировать матч, проводившийся на площадке соперников, и южноафриканцы стали чемпионами без игры.
В третий раз, в 1987 году, индийцы дошли до финала после побед над такими соперниками, как Аргентина и Австралия, но не смогли на равных противостоять команде Швеции, где тогда выступали Матс Виландер, Стефан Эдберг и Андерс Яррид, и проиграли 0:5. Два игрока индийской сборной, братья Ананд и Виджай Амритраджи, были в её рядах и в 1974, и в 1987 годах.
В 2004—2008 годах сборную в качестве играющего капитана возглавлял Леандер Паес.

### Исторические рекорды

#### Игроки
- Больше всего игр: Леандер Паес (93—35)
  - В одиночном разряде: Леандер Паес (48—22)
  - В парном разряде: Леандер Паес (43—13)
- Больше всего побед в играх: Леандер Паес (93)
  - В одиночном разряде: Раманатхан Кришнан (50)
  - В парном разряде: Леандер Паес (45)
  - В составе одной пары: Махеш Бхупати/Леандер Паес (25)
- Больше всего матчей: Леандер Паес (58)
- Больше всего сезонов: Леандер Паес (30)
- Самый молодой игрок: Ананд Амритрадж (16 лет и 37 дней 26 апреля 1968 года)
- Самый возрастной игрок: Хассан-Али Файзи (47 лет и 243 дня 9 июня 1927 года)

#### Команда
- Самая убедительная победа в матче: Ливан—Индия 0:13 по сетам (22:78 по геймам, 2002 год)
- Самая длинная победная серия: 5 матчей (с марта по декабрь 1966 года, окончилась поражением от Австралии в Раунде вызова)
- Самый длинный матч: 14 часов 26 минут (Индия—Бразилия 3:2 в 2010 году)
  - Наибольшее количество геймов в матче: 327 (Индия—Австралия 3:2 в 1974 году, рекордное количество геймов за всю историю соревнования)
- Самая длинная игра: 4 часа 44 минуты (в матче  Рик де Вуст —  Сомдев Девварман в 2009 году)
  - Наибольшее количество геймов в игре: 99 ( Ананд Амритрадж/Виджай Амритрадж —  Джон Александер/Колин Диби 17:15, 6:8, 6:3, 16:18, 6:4 в 1974 году)
- Наибольшее количество геймов в сете: 40 ( Ананд Амритрадж/Виджай Амритрадж —  Стефан Эдберг/Андерс Яррид 19:21, 6:2, 3:6, 4:6 в 1985 году)

## Состав в 2022 году
- Рохан Бопанна
- Юки Бхамбри
- Сакетх Минени
- Сумит Нагал
- Рамкумар Раманатхан
- Праджнеш Гуннесваран
- Дивидж Шаран

Капитан: Рохит Раджпал

## Недавние матчи

### I Мировая группа 2022
| Норвегия 3 | Hakons Hall, Лиллехаммер, Норвегия 16–17 сентября 2022 Хард(i) | Hakons Hall, Лиллехаммер, Норвегия 16–17 сентября 2022 Хард(i) | Индия 1 |     |   |            |
| \| \| \| \| 1 \| 2 \| 3 \| \| \| - \| \| ---------------------------------------------------------- \| --- \| --- \| - \| ---------- \| \| 1 \| \| Каспер Рууд Праджнеш Гуннесваран \| 6 1 \| 6 4 \| \| \| \| 2 \| \| Виктор Дурасович Рамкумар Раманатхан \| 6 1 \| 6 4 \| \| \| \| 3 \| \| Виктор Дурасович / Каспер Рууд Юки Бхамбри / Сакетх Минени \| 6 3 \| 3 6 \| 3 \| \| \| 4 \| \| Лукас Хеллум Лилленген Сумит Нагал \| 2 6 \| 1 6 \| \| \| \| 5 \| \| Виктор Дурасович Праджнеш Гуннесваран \| \| \| \| not played \| |                                                                |                                                                |         |     |   |            |
| |                                                                |                                                                | 1       | 2   | 3 |            |
| 1 | Флаг Норвегии · Флаг Индии                                     | Каспер Рууд Праджнеш Гуннесваран                               | 6 1     | 6 4 |   |            |
| 2 | Флаг Норвегии · Флаг Индии                                     | Виктор Дурасович Рамкумар Раманатхан                           | 6 1     | 6 4 |   |            |
| 3 | Флаг Норвегии · Флаг Индии                                     | Виктор Дурасович / Каспер Рууд Юки Бхамбри / Сакетх Минени     | 6 3     | 3 6 | 3 |            |
| 4 | Флаг Норвегии · Флаг Индии                                     | Лукас Хеллум Лилленген Сумит Нагал                             | 2 6     | 1 6 |   |            |
| 5 | Флаг Норвегии · Флаг Индии                                     | Виктор Дурасович Праджнеш Гуннесваран                          |         |     |   | not played |

### Плей-офф I Мировой группы 2022
| Индия 4 | Delhi Gymkhana Club, Нью-Дели, Индия 4–5 марта 2022 Трава | Delhi Gymkhana Club, Нью-Дели, Индия 4–5 марта 2022 Трава          | Дания 0 |     |      |   |   |            |
| \| \| \| \| 1 \| 2 \| 3 \| 4 \| 5 \| \| \| - \| \| ------------------------------------------------------------------ \| ---- \| --- \| ---- \| - \| - \| ---------- \| \| 1 \| \| Рамкумар Раманатхан Кристиан Сигсгорд \| 6 3 \| 6 2 \| \| \| \| \| \| 2 \| \| Юки Бхамбри Микаэль Торпесгорд \| 6 4 \| 6 4 \| \| \| \| \| \| 3 \| \| Рохан Бопанна / Дивидж Шаран Фредерик Нильсен / Микаэль Торпесгорд \| 63 7 \| 6 4 \| 7 64 \| \| \| \| \| 4 \| \| Рамкумар Раманатхан Йоханнес Ингильдсен \| 5 7 \| 7 5 \| 10 7 \| \| \| \| \| 5 \| \| Юки Бхамбри Кристиан Сигсгорд \| \| \| \| \| \| not played \| |                                                           |                                                                    |         |     |      |   |   |            |
| |                                                           |                                                                    | 1       | 2   | 3    | 4 | 5 |            |
| 1 | Индия · Дания                                             | Рамкумар Раманатхан Кристиан Сигсгорд                              | 6 3     | 6 2 |      |   |   |            |
| 2 | Индия · Дания                                             | Юки Бхамбри Микаэль Торпесгорд                                     | 6 4     | 6 4 |      |   |   |            |
| 3 | Индия · Дания                                             | Рохан Бопанна / Дивидж Шаран Фредерик Нильсен / Микаэль Торпесгорд | 63 7    | 6 4 | 7 64 |   |   |            |
| 4 | Индия · Дания                                             | Рамкумар Раманатхан Йоханнес Ингильдсен                            | 5 7     | 7 5 | 10 7 |   |   |            |
| 5 | Индия · Дания                                             | Юки Бхамбри Кристиан Сигсгорд                                      |         |     |      |   |   | not played |